# Listă de politicieni bulgari implicați în scandaluri publice
Aceasta este o listă de politicieni bulgari implicați în scandaluri publice:

## Prim-miniștri
- Boiko Borisov, implicat în 2011 într-un scandal provocat de interceptări telefonice în care acesta făcea presiuni asupra autorității vamale, în scopul obținerii unor privilegii pentru partidul de guvernământ.[1]

## Miniștri
- Rumen Petkov, ministru de interne, și-a prezentat demisia in aprilie 2008, în urma unui scandal legat de lupta împotriva criminalității organizate.[2][3][4][5] A recunoscut că a avut contacte cu figuri ale lumii interlope.[6]
- Diana Kovaceva, ministru al justiției, a fost menționată de filiala bulgară a Wikileaks printre participanții, într-un mod indirect, la scheme de corupție cu bani europeni.[7]
- Țvetan Țvetanov, ministru de interne (2009-2013), inculpat În 2013 pentru interceptări telefonice ilegale, începând din 2009, ale unor politicieni și oameni de afaceri.[8][9][10][11][12] Condamnat în 2014 la patru ani de închisoare pentru obstrucționarea justiției, fiind găsit vinovat de blocarea unor anchete privind contrabandă și trafic de droguri.[13]
- Miroslav Naidenov, ministru al agriculturii, pus sub acuzare pentru acte de corupție și abuz de putere în distribuirea fondurilor europene.[14]

## Deputați
- Dimităr Avramov, arestat în 2012 pentru trafic de influență, deoarece a cerut și a luat mită în valoare de 50.000 de leva pentru a influența un funcționar al unei direcții regionale de agricultură.[15][16][17]
- Delian Peevsk, investigat pentru fapte de corupție în 2007; anchetatorii au renunțat ulterior la acuzații.[18]
- Vladimir Kuzov, condamnat în 2009 la cinci ani de închisoare cu suspendare pentru că a întreținut relații homosexuale cu un minor.[19]

## Primari
- Mithat Tabakov, condamnat la patru ani de închisoare pentru cã a primit o mitã de 10.000 de leva (peste 5.000 de euro) în calitatea sa de primar al Dulovo (nord-est) în 2004.[20]